# Wit-Rusland op het Eurovisiesongfestival 2018

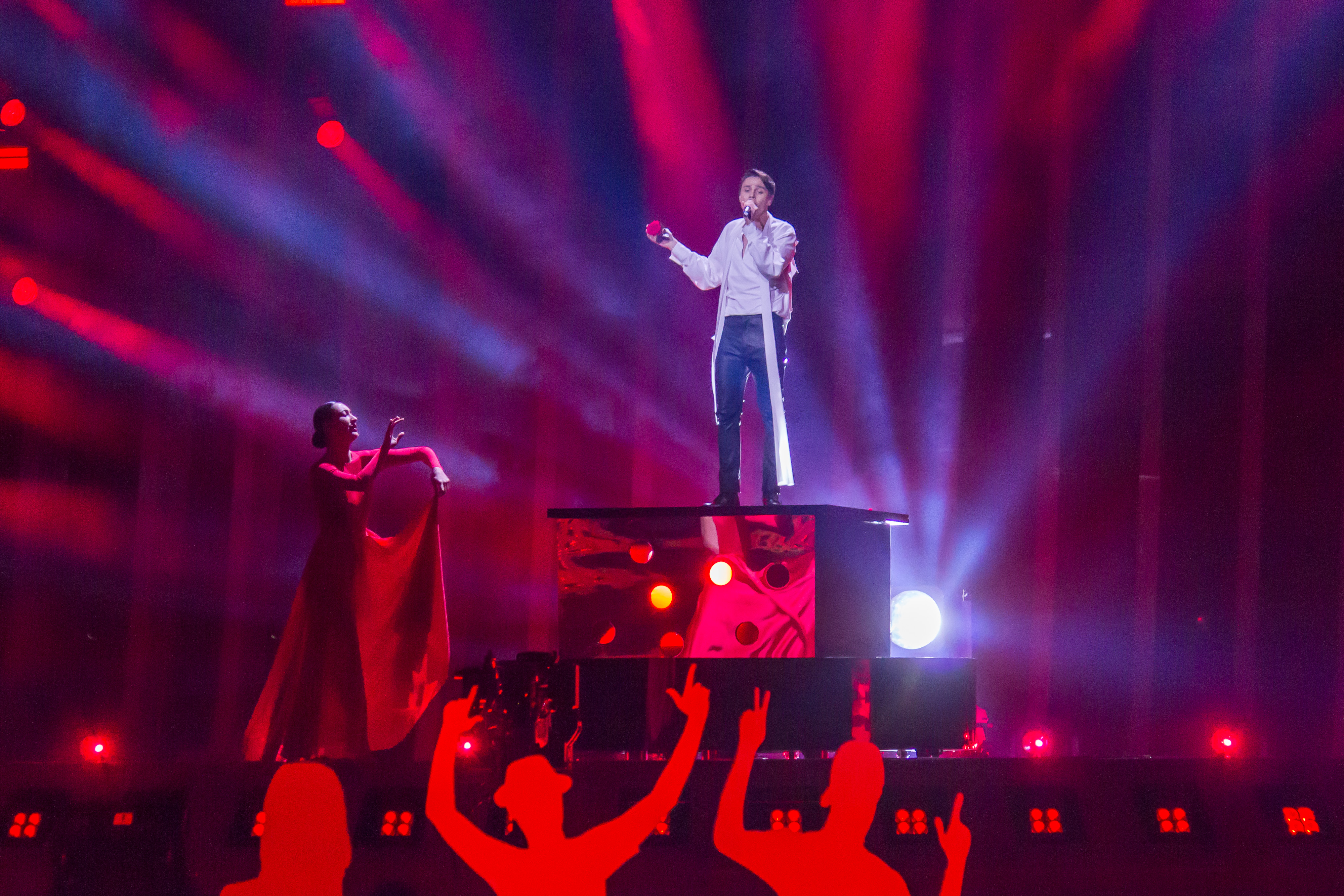
Alekseev tijdens de repetities in Lissabon.

Wit-Rusland nam deel aan het Eurovisiesongfestival 2018 in Lissabon, Portugal. Het was de 16de deelname van het land aan het Eurovisiesongfestival. Zanger Alekseev strandde in Portugal op de 16e plaats in de halve finale met zijn lied Forever.

## Selectieprocedure
BTRC was verantwoordelijk voor de Wit-Russische bijdrage voor de editie van 2018. In december 2017 bevestigde de Wit-Russische omroep zijn deelname aan het aankomende festival ook werd de selectiemethode bekendgemaakt. Op 11 januari 2018 werd bekend dat er 95 liedjes ingezonden waren voor de nationale finale. Een jury reduceerde dit aantal naar 11 voor de finale die op 16 februari plaats zal vinden. De presentatie is in handen van Teo en Olga Ryzhikova. De winnaar werd aangeduid door een mix van televoting en een jury.
Nadat de finalisten bekend werden gemaakt, bleek dat een Russische versie van Alekseevs inzending Forever was uitgevoerd vóór 1 september 2017 en dat mag niet volgens de regels van de EBU. Volgens de Wit-Russische omroep werden de regels echter niet overtreden.
Sofi Lapina trok zich terug uit de competitie, omdat de omroep een aantal van haar liedjes die ze had ingezonden werden uitgesloten van deelname, omdat deze vóór 1 september waren uitgevoerd. Het lied Chmarki van Shuma had ook bijna niet mee kunnen doen aan de nationale finale, omdat de inzending tekst bevat van een traditioneel Wit-Russisch volkslied. Na onderzoek van de nationale omroep mocht het lied in de competitie blijven, zodat er uiteindelijk nog 10 finalisten over bleven die streden voor het ticket naar Lissabon. De nationale finale werd uiteindelijk gewonnen door zanger Alekseev met zijn lied Forever, hij kreeg zowel van de vakjury en de televoting de 12 punten. 

## Nationale finale
| Plaats | Artiest                 | Lied          | Punten |
| ------ | ----------------------- | ------------- | ------ |
| 1      | Alekseev                | Forever       | 24     |
| 2      | Gunesh                  | I won't cry   | 14     |
| 3      | Shuma                   | Chmarki       | 14     |
| 4      | NAPOLI                  | Chasing Rushe | 13     |
| 5      | Kirill Good             | Deja vu       | 13     |
| 6      | Radiovolna              | Subway lines  | 12     |
| 7      | Anastasiya Malashkevich | World on fire | 12     |
| 8      | Lexy Weaver             | Ain't You     | 7      |
| 9      | Alen Hit                | I don't care  | 6      |
| 10     | Adagio                  | Ty i ja       | 2      |

## In Lissabon
In Lissabon trad Wit-Rusland in de eerste halve finale aan als zevende. Alekseev werd tijdens zijn optreden vergezeld door een danseres. Aan het einde van de avond bleek Wit-Rusland zich niet te hebben kunnen kwalificeren voor de finale. Het land bleek uiteindelijk 16de met 65 punten. 45 punten kwamen van de televoters en 20 punten van de vakjury's. De Azerbeidzjaanse jury en kijkers gaven de volle 12 aan Alekseev. 
2004 · 2005 · 2006 · 2007 · 2008 · 2009 · 2010 · 2011 · 2012 · 2013 · 2014 · 2015 · 2016 · 2017 · 2018 · 2019 · 2020-2025
Albanië · Armenië · Australië · Azerbeidzjan · België · Bulgarije · Cyprus · Denemarken · Duitsland · Estland · Finland · Frankrijk · Georgië · Griekenland · Hongarije · Ierland · IJsland · Israël · Italië · Kroatië · Letland · Litouwen · Macedonië · Malta · Moldavië · Montenegro · Nederland · Noorwegen · Oekraïne · Oostenrijk · Polen · Portugal · Roemenië · Rusland · San Marino · Servië · Slovenië · Spanje · Tsjechië · Verenigd Koninkrijk · Wit-Rusland · Zweden · Zwitserland